# José T. Cantú
José T. Cantú (Linares, Nuevo León; 1890-Baja California; 1927) fue un militar mexicano que participó en la Revolución mexicana.   
Nació en Linares, Nuevo León. Fue hermano de Esteban Cantú Jiménez, que a diferencia de él, José era de filiación constitucionalista. Firmó el Plan de Guadalupe con el grado de teniente, luego operó con Lucio Blanco en Tamaulipas; con él participó en el reparto agrario de la Hacienda de Borregos. Participó en la frustrada toma de Laredo, a principios de 1914. Murió en un accidente automovilístico en Baja California.  